# Pace di Carlowitz
Il trattato di pace di Carlowitz fu firmato il 26 gennaio 1699 a Sremski Karlovci (città che ora si trova in Serbia conosciuta anche con i nomi in tedesco Karlowitz, in ungherese Karlóca,in turco Karlofça, in serbo Сремски Карловци?, in croato Srijemski Karlovci) e mise fine alle guerre susseguitesi dal 1683–1697 tra la Lega Santa e l'Impero ottomano, comprendenti una parte delle guerre austro-turche.

## Lega Santa
La Lega Santa fu proposta da papa Innocenzo XI nel 1684 e vi presero parte l'Impero asburgico, la Repubblica di Venezia e la Confederazione polacco-lituana, a cui si aggiunse la Moscovia nel 1686. L'alleanza fu creata per respingere, contrastare e indebolire l'Impero ottomano nella speranza, quanto meno, di non permettergli la permanenza in Europa.
I componenti con i loro più significativi comandanti, re, capi di Stato e figure carismatiche erano i seguenti:

### Impero asburgico

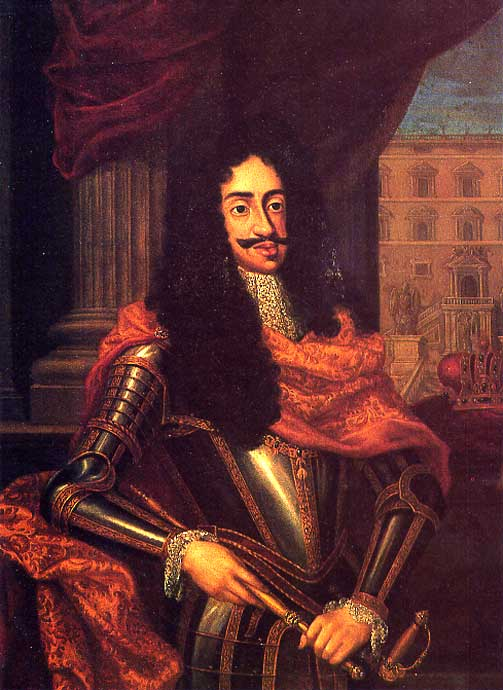
L'imperatore Leopoldo I.

Gli asburgici dell'imperatore Leopoldo I subito l'assedio della capitale Vienna attesero le truppe della Lega Santa per iniziare il contrattacco che culminò nella Battaglia di Vienna nei primi giorni del 1683 che diede inizio alle dispute che porteranno agli accordi di Carlowitz. Le truppe della federazione austriaca provenienti dai vari possedimenti degli Asburgo erano anche composte di compagini sassoni e di comandanti dai territori dell'impero.
Con gli accordi di Carlowitz l'Impero ottomano ammise la supremazia asburgica nell'area nord balcanica, rinunciando in favore degli Asburgo a:
- Ungheria
- Transilvania
- Croazia
- Slavonia

I comandanti dell'esercito imperiale furono:
- Federico Augusto I di Sassonia Feldmaresciallo delle truppe tedesche agli ordini di Leopoldo I finché non verrà eletto re di Polonia alla morte di Giovanni III Sobieski, re di Polonia.
- Eugenio di Savoia Colonnello comandante dei dragoni imperiali, agli ordini del Feldmaresciallo Federico Augusto I di Sassonia fino a prenderne il posto dopo la nomina di quest'ultimo a re di Polonia.

### Repubblica di Venezia
Sotto il comando diretto del Doge Francesco Morosini i veneziani ottennero grandi vittorie sui turchi strappando diversi possedimenti dalle mani degli ottomani che poi vennero confermate negli accordi di Carlowitz, e fecero guadagnare al doge il titolo di Peloponnesiaco cosa che non era consueta nelle Serenissima, tanto meno a personaggi ancora in vita.
I territori che entrarono a far parte della Serenissima furono:
- Morea (Peloponneso)
- Dalmazia, con il Nuovo acquisto
- Santa Maura (Leucade)
- Egina

### Confederazione polacco-lituana

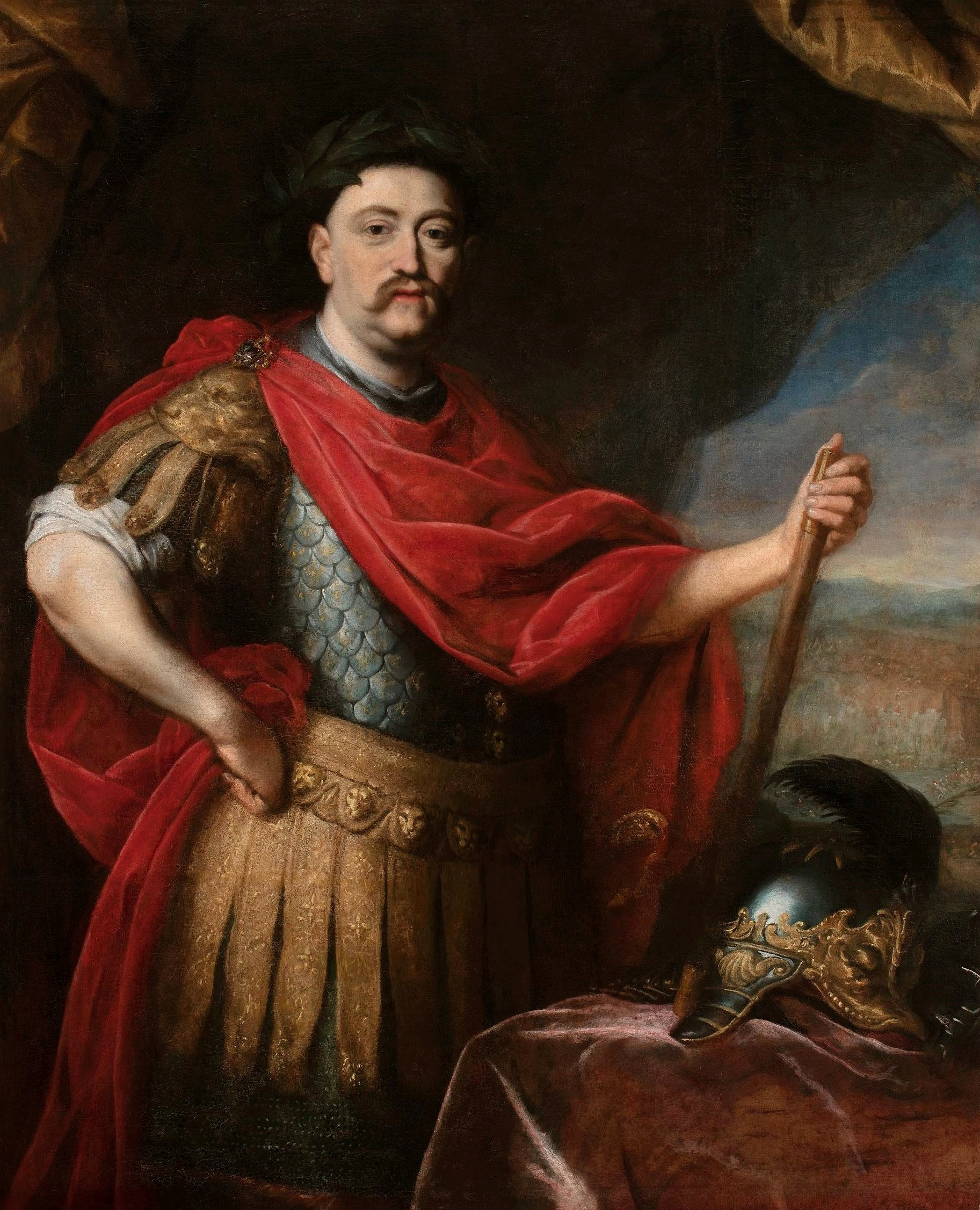
Il re di Polonia Giovanni III Sobieski

I polacchi comandati direttamente dal loro re Giovanni III Sobieski salvarono letteralmente Vienna dall'assedio e portarono vittorie schiaccianti contro i turchi tanto che, anche con la morte del re prima degli accordi di Carlowitz, la Polonia godette di grosse concessioni territoriali ugualmente. Infatti ottenne:
- Podolia
- Kamenec

Tra i comandanti delle truppe polacche risalta la figura di Carlo V di Lorena Feldmaresciallo delle truppe polacche agli ordini del re di Polonia Jan Sobieski, che comandava le truppe direttamente sul campo, come durante la battaglia di Vienna quando comandò le sue truppe a cavallo rimanendo sempre in prima linea, anche grazie a questa sua temerarietà si guadagnò una targa commemorativa ed una via in Vienna.

### Moscovia

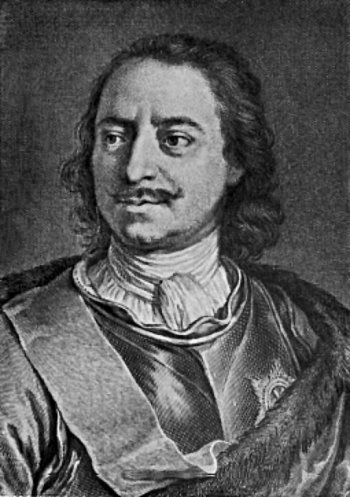
Pietro il Grande

Le truppe russe di Pietro I il Grande impegnarono i turchi nella Crimea, ottenendo anche loro dei benefici dagli accordi di Carlowitz, anche se il futuro Impero russo dovrà continuare anche le sue battaglie con gli ottomani. Conquiste russe dagli accordi di Carlowitz:
- Azov

## Impero ottomano

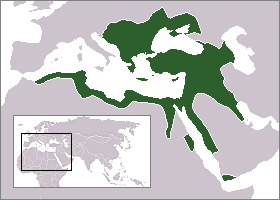

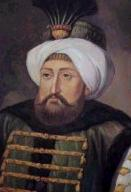
Moammed IV

Diversi furono i sultani che presero parte alle varie battaglie inseriamo qui le figure di Mehmet IV che iniziò le ostilità con gli Asburgo assediando la città di Vienna con il suo comandante in capo il Gran visir Kara Mustafa, strangolato poi in Belgrado una volta accortisi che la battaglia era persa e la guerra era una continua ritirata.
Aggiungiamo anche la figura del sultano, Mustafa II, che la pace fu costretto a firmare, una pace quella di Carlowitz che a detta di molti storici segna l'inizio del declino dell'Impero ottomano fino allo scioglimento. Logicamente tutte le terre conquistate dalle varie compagini della Lega Santa furono perdute dagli ottomani che continueranno comunque ad essere impegnati in una successiva guerra con la Russia.

## Conclusioni
Con la firma di questo trattato iniziò il declino dell'Impero ottomano, che perse definitivamente il controllo sulla regione ungherese e fu costretto a cedere la Dalmazia alla Repubblica di Venezia, in Europa. Parimenti, l'accordo rese l'Austria la potenza dominante nell'Europa sud-orientale.